# Kom uit de bedstee mijn liefste
Kom uit de bedstee mijn liefste is een lied uit 1968 waarvan de tekst is geschreven door Peter Koelewijn.

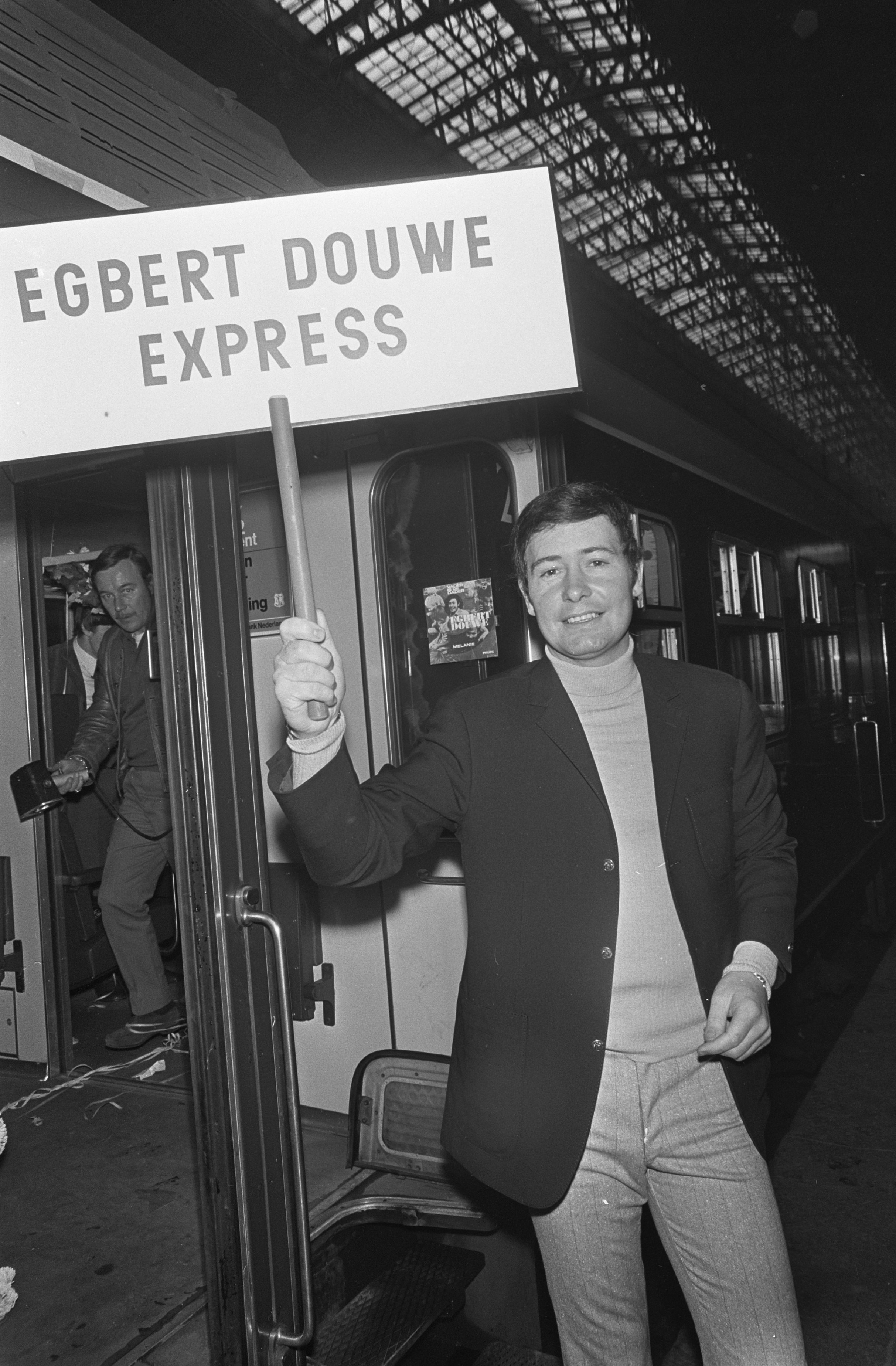
Egbert Douwe op weg naar Brussel

Het nummer was het gevolg van een geintje tussen diskjockey Rob Out en Peter Koelewijn. Rob Out had tijdens een kroegbezoek beweerd, dat hij ook goed kon zingen, Koelewijn daagde hem daarop uit het te bewijzen. Koelewijn keek vervolgens de portefeuille van Altona erop na en vond een geschikt melodietje in Come to my bedside van Eric Andersen uit 1964. Hij schreef er een nieuwe tekst bij en liet het geheel arrangeren door Job Maarse. Hij dook met een aantal musici de GTB Studio in Den Haag in om de muziek op te nemen. Joop Scholten (gitaar), Piet Hein Veening (basgitaar), Louis Debij (drumstel), Cees Schrama (toetsen) en George Katee (trombone met hoempapa-effect) zetten het snel op tape. Koelewijn zette vervolgens Rob Out voor het blok: “Morgen kun je inzingen”. Out was overdonderd, wilde er eerst nog van af zien ("ik zing niet eens in bad"), maar trok toch naar de studio. Na de orkestband te hebben gehoord probeerde hij het dan toch; een mislukking dreigt. Pas wanneer Koelewijn meezingt krijgt Rob Out het goed op de tape. Later wordt het Out pas duidelijk dat Koelewijns microfoon uitstond.
Het lied werd uitgebracht via productiemaatschappij Red Bullet van onder andere Willem van Kooten, maar werd gedistribueerd door Philips Records. Out gebruikt zijn artiestennaam Egbert Douwe; de B-kant werd opgevuld door Het gerucht, een cover van Mao en Mao van Nino Ferrer, Clothaire en P. Verriss. Out is diskjockey bij Radio Veronica, dus aan airplay geen gebrek. Het net opgerichte Red Bullet heeft vrijwel direct een nummer-1 hit in de boeken. Er gaan iets meer dan 100.000 exemplaren over de toonbank. In de Parool Top 20 (voorloper van de Single Top 100) stond het elf weken genoteerd met tweemaal een tweede plaats, slechts in de weg gezeten door Esther en Abi Ofarim met Cinderella Rockafella. In de Nederlandse Top 40 stond het twaalf weken genoteerd met een week op nr. 1.

## Hitnoteringen

### Nederlandse Top 40
| Hitnotering: 16-03-1968 t/m 01-06-1968 | Hitnotering: 16-03-1968 t/m 01-06-1968 | Hitnotering: 16-03-1968 t/m 01-06-1968 | Hitnotering: 16-03-1968 t/m 01-06-1968 | Hitnotering: 16-03-1968 t/m 01-06-1968 | Hitnotering: 16-03-1968 t/m 01-06-1968 | Hitnotering: 16-03-1968 t/m 01-06-1968 | Hitnotering: 16-03-1968 t/m 01-06-1968 | Hitnotering: 16-03-1968 t/m 01-06-1968 | Hitnotering: 16-03-1968 t/m 01-06-1968 | Hitnotering: 16-03-1968 t/m 01-06-1968 | Hitnotering: 16-03-1968 t/m 01-06-1968 | Hitnotering: 16-03-1968 t/m 01-06-1968 | Hitnotering: 16-03-1968 t/m 01-06-1968 |
| Week                                   | 1                                      | 2                                      | 3                                      | 4                                      | 5                                      | 6                                      | 7                                      | 8                                      | 9                                      | 10                                     | 11                                     | 12                                     |                                        |
| -------------------------------------- | -------------------------------------- | -------------------------------------- | -------------------------------------- | -------------------------------------- | -------------------------------------- | -------------------------------------- | -------------------------------------- | -------------------------------------- | -------------------------------------- | -------------------------------------- | -------------------------------------- | -------------------------------------- | -------------------------------------- |
| Nummer                                 | 15                                     | 1                                      | 2                                      | 2                                      | 2                                      | 4                                      | 5                                      | 6                                      | 13                                     | 16                                     | 21                                     | 33                                     | uit                                    |

### Parool Top 20
| Hitnotering: 16-03-1968 t/m 25-05-1968 | Hitnotering: 16-03-1968 t/m 25-05-1968 | Hitnotering: 16-03-1968 t/m 25-05-1968 | Hitnotering: 16-03-1968 t/m 25-05-1968 | Hitnotering: 16-03-1968 t/m 25-05-1968 | Hitnotering: 16-03-1968 t/m 25-05-1968 | Hitnotering: 16-03-1968 t/m 25-05-1968 | Hitnotering: 16-03-1968 t/m 25-05-1968 | Hitnotering: 16-03-1968 t/m 25-05-1968 | Hitnotering: 16-03-1968 t/m 25-05-1968 | Hitnotering: 16-03-1968 t/m 25-05-1968 | Hitnotering: 16-03-1968 t/m 25-05-1968 | Hitnotering: 16-03-1968 t/m 25-05-1968 |
| Week                                   | 1                                      | 2                                      | 3                                      | 4                                      | 5                                      | 6                                      | 7                                      | 8                                      | 9                                      | 10                                     | 11                                     |                                        |
| -------------------------------------- | -------------------------------------- | -------------------------------------- | -------------------------------------- | -------------------------------------- | -------------------------------------- | -------------------------------------- | -------------------------------------- | -------------------------------------- | -------------------------------------- | -------------------------------------- | -------------------------------------- | -------------------------------------- |
| Nummer                                 | 13                                     | 3                                      | 2                                      | 2                                      | 2                                      | 3                                      | 7                                      | 7                                      | 11                                     | 13                                     | 18                                     | uit                                    |

### NPO Radio 2 Top 2000
| Nummer met noteringen in de NPO Radio 2 Top 2000 | '00  | '01 | '02  | '03-'06 | '07  |
| ------------------------------------------------ | ---- | --- | ---- | ------- | ---- |
| Kom uit de bedstee mijn liefste                  | 1675 | -   | 1858 | -       | 1477 |

1. ↑  Een '-' betekent dat het nummer niet was genoteerd en een vetgedrukt getal geeft de hoogste notering aan.
2. ↑  2000 was het eerste jaar met een notering voor dit nummer.
3. ↑  Deze tabel is bijgewerkt tot en met de laatste editie (2024).